# شینچوکوسن واکاشو
شینچوکوسن واکاشو (به ژاپنی: 新勅撰和歌集 Shinchokusen Wakashū)، یک گلچین امپراتوری (چوکوسن واکاشو) از اشعار ژاپنی واکا (شعر) است، که در ابتدا در سال ۱۲۳۴ پس از میلاد (دوران مشترک) به دستور دایجو تننو (امپراتور بازنشسته) - امپراتور گو-هوریکاوا توسط فوجیوارا نو تیکا (که پیشگفتار ژاپنی آن را نیز نوشته است) گردآوری شده است.